# Kodur
Kodur est une agglomération du district de Kadapa dans l'État d'Andhra Pradesh en Inde, divisée en deux villages : Kodur (Est) et Kodur (Ouest). 
Selon le recensement de l'Inde de 2011, le village est comprenait 11 961 habitants,.